# Karel Veselý (odbojář)
Karel Veselý (1. ledna 1917 Jihlava – 17. června 1950 Jihlava) byl český brašnář a protikomunistický odbojář. V roce 1950 byl v politickém procesu komunistickým režimem popraven.

## Životopis
Narodil se v roce 1917 v Jihlavě. Ve městě nejprve pět let navštěvoval obecnou školu, další čtyři roky poté měšťanskou školu. V mládí se vyučil brašnářem, do roku 1936 působil u firmy Vilém Andrassi. Později nastoupil na vojenskou službu, kde se v rámci svého působení vypracoval na hodnost četaře. Se svou manželkou Jiřinou, se kterou se oženil v roce 1940, měl dvě dcery, Jiřinu a o čtyři roky mladší Evu.

### Válka a odboj
Ve 30. letech vstoupil do Katolického spolku, byl rovněž členem katolické tělovýchovné jednoty Orel. Během druhé světové války byl podle svých slov členem protinacistického odboje ve skupině generála Vojtěcha Luži, jeho tvrzení ovšem není možno doložit. Krátce po konci války se stal členem Československé strany lidové. Krátce po nabytí členství byl zároveň zvolen členem místního výboru strany, kde působil jako referent pro dělnické otázky. Dva roky po konci války založil vlastní brašnářskou dílnu a z politiky se tak téměř zcela stáhnul. Do protikomunistického odboje se zapojil necelý rok po únorovém převratu, když mu v lednu 1949 představil kolega a kamarád Jan Tuček dopis od kolegy, který utekl do USA. Ten Tučka žádal o zasílání informací politického a ekonomického charakteru ze země, čemuž veselý s Tučkem vyhověli, čímž započala jejich činnost v rámci třetího odboje. Podle některých zdrojů začal v odboji působit ale již na podzim 1948. Do skupiny postupně začal Veselý angažovat další osoby, jednou z nich se stal truhlář František Rod. Schůzky skupiny se konaly nejčastěji ve Veselého dílně.
Na dalších setkáních měl Veselý dokonce přijít s myšlenkou odstavit celé Jihlavě přívod elektrického proudu. Nakonec se skupina na Tučkův návrh rozhodla zavraždit několik vysoce postavených místních funkcionářů KSČ. Při jediném vážném pokusu o vraždu jednoho z důstojníků, která se měla udát před jeho domem, byl důstojník doprovázen kolegou z SNB, a akce tak nemohla být provedena. Veselý poté během roku 1949 pomáhal s přechodem emigrantů přes státní hranici na Západ. Na jaře 1949 se podílel na rozšíření asi 1 500 protirežimních letáků v Jihlavě.  Skutečný rozsah jeho odbojové činnosti není zcela jasný vzhledem k pozdějším vykonstruovaným obviněním Státní bezpečnosti, které se v některých případech mohou, a jindy nemusí, zakládat na pravdě.

### Zatčení a odsouzení

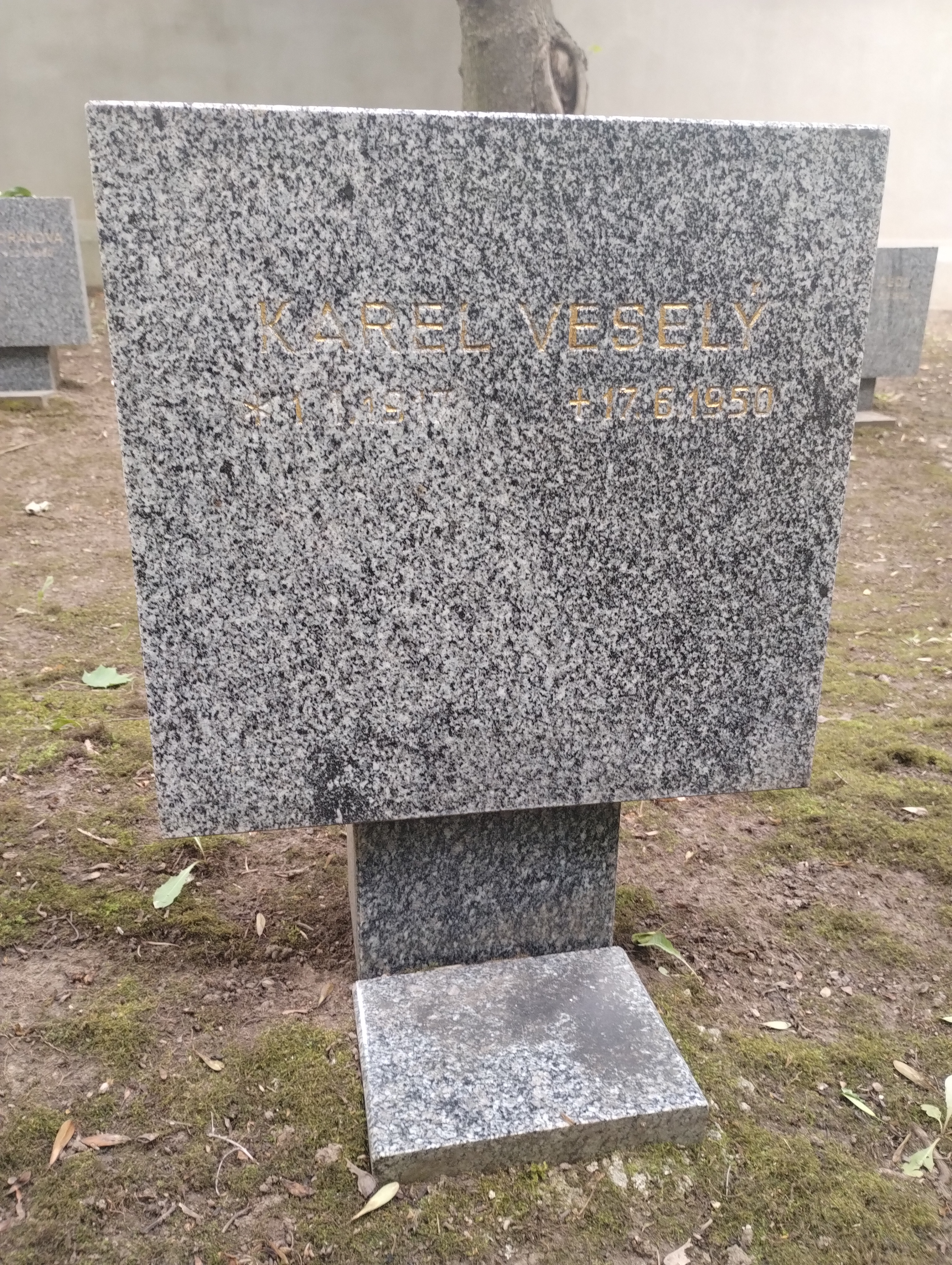
Symbolický náhrobek K. Veselého na Čestném pohřebišti v Ďáblicích

Státní bezpečnost jej zatkla v červenci 1949. V září 1949 na něj i na jeho spolupracovníky bylo podáno trestní oznámení. Politický soudní proces se skupinou kolem Karla Veselého, prokuraturou označené jako „Veselý a spol“, se konal v únoru 1950. Veselý v něm byl za trestné činy velezrady, vyzvědačství, nedovoleného ozbrojování a spoluvinu na nedokonané vraždě odsouzen k trestu smrti, stejně jako Rod a Tuček. Dalším dvěma desítkám osob byly v procesu uděleny tresty odnětí svobody v délce trvání čtyř let až po doživotí. Veselý se proti verdiktu odvolal, přičemž Nejvyšší soud odvolání v dubnu 1950 vyhověl v bodu nedovoleného ozbrojování. Trest smrti nicméně i tak ponechal. Jeho matka Marie i manželka Jiřina žádaly o milost československého prezidenta Klementa Gottwalda, který ovšem žádostem nevyhověl. Veselý tak byl popraven v červnu 1950 a pohřben do neoznačeného hrobu. V 70. letech byly jeho ostatky exhumovány a předány rodinným příslušníkům.
Po sametové revoluci byl v roce 1990 rehabilitován v souvislosti s trestnými činy velezrady a vyzvědačství. V roce 1992 byl rehabilitován i v případu spoluviny na nedokonané vraždě. V roce 1993 byl v Jihlavě odhalen památník s jedenácti jmény obětí komunistického režimu na Jihlavsku, jedním z nich je i jméno Veselého.